# Temazcalteci
Temazcalteci war in der aztekischen Mythologie die Göttin des aztekischen Dampfbades. Laut Bernardino de Sahagún, der ihren Namen Coatlicue zuordnet, war Temazcalteci auch die Göttin der Medizin, das Herz der Erde und die Mutter der Götter. Sie wurde mit den Gebärenden und dem Krieg assoziiert und sowohl von Ärzten und Chirurgen als auch von den Besitzern von Dampfbädern verehrt.